# Myiothlypis striaticeps
Myiothlypis striaticeps, "peruansk citronskogssångare", är en fågelart i familjen skogssångare inom ordningen tättingar. Den betraktas oftast som underart till citronskogssångare (Myiothlypis luteoviridis), men urskiljs sedan 2016 som egen art av Birdlife International och IUCN.
Fågeln förekommer i Anderna i norra Peru, från Amazonas till Cusco. Den kategoriseras av IUCN som livskraftig.